# Cruzy-le-Châtel (tổng)
Tổng Cruzy-le-Châtel là một tổng thuộc Tỉnh của Yonne, Pháp.

## Phân chia hành chính
Tổng Cruzy-le-Châtel được chia ra các đơn vị hành chính bao gồm các xã sau:
- Arthonnay;
- Baon;
- Cruzy-le-Châtel;
- Gigny;
- Gland;
- Mélisey;
- Pimelles;
- Quincerot;
- Rugny;
- Saint-Martin-sur-Armançon;
- Sennevoy-le-Bas;
- Sennevoy-le-Haut;
- Tanlay;
- Thorey;
- Trichey;
- Villon.